# 58. pehotna divizija (Avstro-Ogrska)
58. pehotna divizija (izvirno nemško 58. Infanterie-Division oz. nemško 58. Infanterietruppendivision) je bila pehotna divizija avstro-ogrske kopenske vojske, ki je bila aktivna med prvo svetovno vojno.

## Zgodovina
Divizija se je bojevala na soški fronti. Med šesto soško ofenzivo je divizija predstavljala glavnino obrambe, katero je napadel italijanski 6. korpus. 28. oktobra 1917 se je divizija kot prva avstro-ogrska vojaška enota vrnila v Gorico, katero je branila od pričetka vojne do umika 9. avgusta 1916.

## Poveljstvo
Poveljniki 
- Erwin Zeidler von Görz: marec 1915 - julij 1918
- Bogeslav Wolf von Monte San Michele: julij - november 1918